# Vitalij Davydov
Vitalij Semënovič Davydov (in russo Виталий Семёнович Давыдов?; Mosca, 1º aprile 1939) è un ex hockeista su ghiaccio sovietico.

## Palmarès

### Olimpiadi invernali
- Oro a Innsbruck 1964.
- Oro a Grenoble 1968.
- Oro a Sapporo 1972.